# Sasha Williams (The Walking Dead)
Sasha Williams é uma personagem fictícia da série de televisão americana The Walking Dead, interpretada pela atriz Sonequa Martin-Green. Ela é uma personagem criada especificamente para a série por Glen Mazzara e não é existente na história em quadrinhos de mesmo nome. Sasha é introduzida junto com seu irmão Tyreese e uma pequena família de outros sobreviventes no episódio "Made to Suffer" da terceira temporada, encontrando a prisão onde o grupo de Rick Grimes já havia se estabelecido.
Depois de ter o refúgio negado na prisão, os membros sobreviventes do grupo de Sasha se encontram em Woodbury e servem como soldados e vigias do Governador. Enquanto os outros membros de seu grupo original morrem na guerra entre a prisão e Woodbury, a crueldade do Governador é exposta a Sasha e Tyreese, que trocam de lado e se juntam ao grupo de Rick. Sasha acaba se envolvendo romanticamente com Bob Stookey e, mais tarde, com Abraham Ford. Sasha se torna a atiradora do grupo. Mais tarde, ela morre após ingerir veneno como método de tentar matar Negan.

## Biografia
Sasha é apresentada na série de televisão como sendo de Jacksonville, na Flórida, junto com seu irmão Tyreese (Chad Coleman). Ela era bombeira antes do surto, e quando os zumbis começaram aparecer, ela e Tyreese se esconderam no porão da casa de um vizinho, onde permaneceram por alguns meses até os mantimentos se esgotarem. Ao sair do porão por conta própria, junto com Tyreese, ela se depara com um outro grupo de sobreviventes, juntando-se a eles. O acampamento onde eles residiram é destruído e pouco a pouco o grupo é reduzido, com a morte de seus integrantes, até que resta apenas ela, seu irmão, e uma família de três pessoas, Allen, Donna, e seu filho adolescente Ben. Os cinco passam a sobreviver escondidos na floresta.

### Terceira temporada
Sasha após viajar em busca de refúgio com seu irmão e grupo descobrem uma prisão por acaso, e entram nela ao esgueirar-se através do lado exposto do edifício. Eles são recebidos por Carl (Chandler Riggs), Hershel (Scott Wilson), Carol (Melissa McBride) e Beth (Emily Kinney), mas logo são trancados em uma cela por Carl, enquanto Rick (Andrew Lincoln) e outros estão em Woodbury. Donna é mordida por um zumbi e morre, e eles a enterram na prisão. Allen e Ben pensam em tomar o lugar e matar os sobreviventes de lá, porém Sasha e Tyreese não permitem isso, reconhecendo que, apesar das circunstâncias, todos ali são boas pessoas. Quando Rick retorna de Woodbury, sua instabilidade mental obriga Sasha e seu grupo a se retirar da prisão.
Eles permanecem na floresta, nas proximidades da prisão, até que são eventualmente descobertos por Andrea (Laurie Holden) e Milton (Dallas Roberts), que os levam para Woodbury. O Governador (David Morrissey) recebe-os de braços abertos, já que eles estiveram na prisão e conhecem o interior dela. Sasha junto a seu irmão concorda em descrever o layout da prisão. Sasha e os outros se instalam na cidade, assumindo papéis ativos dentro da comunidade. Sasha e Tyreese servem como guardas dos muros. Mais tarde, enquanto eles estão vigiando o portão principal de Woodbury, Andrea revela-lhes que o Governador tem feito coisas terríveis e está planejando o pior. Tyreese permite que Andrea escape por cima do muro, mas Sasha não acha isso uma boa ideia. Eles são posteriormente levados para ajudar a recolher os zumbis cativos, porém não concordam com a ideia de usá-los para matar as pessoas da prisão. Mais tarde, eles questionam o Governador sobre o uso dos zumbis, mas o Governador lhes assegura que eles são usados apenas como uma tática de medo.
Quando surge a primeira guerra, o Governador tenta recrutar Sasha e seu irmão para o seu exército, porém eles afirmam não desejar se envolver com o derramamento de sangue e pedem para ficar em Woodbury, mantendo a vigilância no portão principal. Allen, assim como a maioria dos outros cidadãos de Woodbury que foram lutar, são mortos a tiros pelo Governador após seu ataque falhar. A única sobrevivente do massacre, Karen, é encontrada por Rick, Daryl (Norman Reedus) e Michonne (Danai Gurira) e os orienta até chegar em Woodbury, onde Tyreese está vigiando. Após todos os acontecimentos, Sasha concorda em se juntar ao grupo de Rick e mudar-se para a prisão, assim como Tyreese e os outros sobreviventes de Woodbury.

### Quarta temporada
Na 4ª Temporada, Sasha se torna uma grande líder da comunidade da prisão e um dos membros do conselho. Ela lidera uma busca por alimentos em um super-mercado, mas Zach (Kyle Gallner) morre nessa tarefa. Quando eles retornam, uma gripe faz inúmeros mortos e deixa vários infectados, Sasha é um deles. Os infectados são levados até um bloco de celas isolado, e permanecem lá até que Tyreese, Daryl, Michonne e Bob Stookey (Lawrence Gilliard Jr.) busquem alguns remédios em uma antiga faculdade, aproximadamente 80 quilômetros da prisão. Quando eles retornam com os medicamentos, Sasha consegue se recuperar um pouco , mas logo tem que ajudar na luta que o Governador arma contra a prisão, usando Michonne e Hershel como reféns. Sasha luta bravamente contra o grupo do Governador, que tenta tomar a prisão e matar todos os que lá estão. Ela consegue sair viva junto com Maggie Greene (Lauren Cohan) e Bob, e não sabe se seu irmão e os demais sobreviveram.
Na floresta, ela precisa lidar com a tensão provocada pela ameaça dos zumbis e a falta de suprimentos. Eles encontram cartazes de uma comunidade chamada Terminus, que se localiza no final de uma linha de trilhos. Sasha discorda de Maggie ao tentar procurar pelos demais nessa comunidade, já que há a possibilidade de seu irmão estar morto, e ela prefere não saber o destino dele. Em uma conversa no acampamento provisório, Sasha e Bob falam que Glenn Rhee (Steven Yeun) também pode estar morto e que é suicídio ir atrás dele, Maggie ouve a conversa sem querer e deixa a eles uma mensagem no chão, dizendo para não arriscarem suas vidas por ela, e a mesma foge. Os dois tentam alcançar Maggie, já que Bob diz que eles não podem ficar separados. Quando chegam em uma cidade, Sasha diz que ela e Bob podem moram naquela cidade e começar uma vida ali, mas ele insiste em ir atrás de Maggie. Sasha se despede dele e escolhe um dos prédios para morar sozinha.
No alto do prédio, ela esbarra sem querer em uma janela e provoca um grande barulho, e quando ela olha pra baixo, lá está Maggie deitava esperando por eles. Os zumbis se amontoam lá em baixo e Sasha corre pra ajudar Maggie a matá-los, usando todas as suas habilidades juntas. Depois de matar os zumbis, Sasha pede desculpas a Maggie e as duas se abraçam, reforçando novamente sua amizade. As duas se encontram novamente com Bob e eles seguem os trilhos até Terminus. Sasha e Bob agora são um casal. Quando estão se aproximando da comunidade, Sasha e os outros são encontrados por Eugene Porter (Josh McDermitt), Rosita Espinosa (Christian Serratos) e Abraham Ford (Michael Cudlitz), que os levam até Glenn e Tara Chambler (Alanna Masterson). Todos se reúnem dentro de um túnel e decidem juntos ir até a comunidade. Em Terminus, Sasha e os demais são bem recebidos de princípio, mas logo são trancados em um vagão de trem à espera da morte. Logo depois são trancados também Rick, Carl, Daryl e Michonne.

### Quinta temporada
Presos no vagão, Sasha e os demais preparam armas para combater os guardas do local. Quando Eugene começa a falar que sabe como acabar com o apocalipse zumbi, Sasha questiona ele, falando para ele revelar o que sabe para o grupo, mas Eugene não dá muitos detalhes. Sasha e os demais são salvos por Carol, que destrói a comunidade e mata vários dos seus sobreviventes (que são canibais). Eles se encontram com Tyreese e Judith, que estavam sobrevivendo com Carol. Novamente na floresta, Sasha e Bob ficam brincando enquanto andam, e mais adiante, o grupo encontra um sobrevivente totalmente misterioso, o padre Gabriel Stokes (Seth Gilliam). Todos vão até uma igreja, que era o local onde o padre se abrigava e ali eles se instalam. Sasha vai com Bob, Rick, Michonne e Gabriel para um depósito de alimentos para tentar conseguir suprimentos. Sasha salva Bob de alguns zumbis enquanto realizam a missão. Mais tarde, quando notam o desaparecimento de Bob, Carol e Daryl, Sasha e os demais os procuram pela floresta, até que Sasha percebe que estão sendo vigiados. Logo ela entra na igreja e acusa o padre sobre o desaparecimento dos três e o confronta com uma faca, porém o padre começa a chorar e confessa os seus pecados a ela e diz que não tem nada a ver com o desparecimento deles. Bob é posto do lado de fora da igreja sem uma perna e tenta usar medicamentos nele para estancar a dor, porém ele conta a todos o que houve e que foi mordido no ombro por um zumbi na expedição por suprimentos mais cedo. Quando os sobrevivente emboscam os canibais de Terminus na igreja, Sasha mata um deles (Martin) esfaqueando-o repetitivamente. Quando Bob morre, Sasha tenta impedir sua reanimação como zumbi, mas Tyreese pega a faca dela, para poupá-la de fazer isso. Sasha e os demais enterram Bob e permanecem na igreja, e ficam esperando por Carol e Daryl, em vez de ir para Washington com Abraham e seu grupo quando eles saem.
Quando Daryl e Noah (Tyler James Williams) retornam a igreja, avisam aos demais que Beth e Carol estão presos em um hospital em Atlanta, Sasha, Tyreese e Rick decidem ir com eles até lá para resgatá-las. Ao longo do caminho, Tyreese tenta consolar Sasha, porém ela tenta recusar sua ajuda, mas logo ela aceita. Depois de capturar com sucesso três policiais para fazer uma troca, o interesse de Sasha é despertado quando ela descobre que o primeiro nome do oficial Lamson também é Bob. Quando os outros deixam de fazer contato com Dawn Lanner (Christine Woods), Sasha fala com Lamson (Maximiliano Hernández). Lamson diz a Sasha que seu parceiro que foi morto nos atentados, voltou como um zumbi, mas ele nunca teve a chance de acabar com o seu sofrimento. Sasha se oferece para ajudar Lamson a colocar um fim no seu parceiro reanimado como zumbi e dar a ele um descanso, e Lamson a leva até um local para ela o matar. Quando ela aponta seu rifle na direção do zumbi, ele a derruba e foge. Sasha fica frustrada consigo mesma por ter sido enganado por Lamson, que desde então foi morto por Rick depois de tentar fugir. Mais tarde, durante a troca de Beth e Carol, Beth é morta acidentalmente por Dawn, e Sasha deixa o hospital com os demais. De fora do hospital eles encontram os demais e decidem ir para Washington, DC.
Após a morte inesperada de Tyreese, Sasha fica visivelmente arrasada tanto que não consegue nem levantar uma pá para ajudar a enterrar seu corpo. O grupo decide seguir em frente e fica à sessenta milhas de DC e Sasha continua destruída pelas perdas de Bob e Tyreese. Ela ataca os zumbis com raiva, quebrando a formação do grupo para não usar armas para reunir energia, deixando o grupo forçado a ajudá-la a matá-los. Michonne mostra preocupação e avisa que sua raiva pode matá-la. Ela mata um grupo de cães selvagens que ameaçam o grupo e eles utilizam os corpos dos cães como alimento. Maggie e Sasha se unem por causa de suas mortes recentes na floresta e são encontradas por Aaron (Ross Marquand). Ele pede para falar com Rick, dizendo que tem boas notícias. Aaron recruta o grupo para a Zona Segura de Alaxandria após a desconfiança inicial. Ela luta para se ajustar ao estilo de vida de Alexandria e pratica tiro ao alvo fora das muralhas e mais tarde se voluntaria para ficar de vigia ma torre de guarda nos arredores de Alexandria. Deanna Monroe (Tovah Feldshuh) concorda em deixá-la ser vigia com a condição de que ela possa comparecer à festa. Sasha relutantemente comparece e conhece Spencer Monroe (Austin Nichols), que se apresenta a ela. Mais tarde, sai da festa depois ao se sentir desconfortável e Deanna pergunta a Sasha o que aconteceu e ela responde que Alexandria "não é real", mas Deanna, ao aceitar seu trauma, entrega-lhe uma caixa de munição, deixando-a para ela em novo emprego. Dias depois, Sasha é tomada de culpa após saber da morte de Noah, quando ela lhe disse que iria morrer, e começa a caçar caminhantes. Michonne e Rosita, preocupadas, saem para encontrá-la onde a encontram lutando contra uma horda de zumbis e a salvam da morte certa, embora ela reclame com Michonne por tê-la a salvado No final da temporada, Sasha é vista transportando zumbis individualmente para uma vala comum sozinha, fora de Alexandria. Mais tarde, ela decide orar com Maggie e o padre Gabriel para afastar sua raiva e dor por suas perdas.

### Sexta temporada
Dias depois, Rick diz para toda a comunidade que uma pedreira próxima está invadida por zumbis mantidos presos apenas por alguns caminhões nas saídas, razão pela qual Alexandria nunca foi invadida antes. A pedreira está em perigo de colapso e Rick propõe redirecionar o rebanho para a estrada principal e longe de Alexandria. Sasha se oferece para ajudar Daryl a atrair os caminhantes na estrada para ficarem à frente deles, insistindo que ele não pode fazer isso sozinho. Abraham abruptamente se oferece para acompanhá-la. Sasha e Abraham pegam um carro e viajam com Daryl ao longo da estrada principal, mas Abraham salta brevemente do carro e se joga nos zumbis para mantê-los seguindo o carro. No entanto, quando eles estão na metade de seu plano, uma buzina soa, distraindo metade do rebanho. Daryl insiste em ir ajudar Rick, mas Sasha e Abraham insistem que ele fique ou suas vidas estarão em perigo. Por fim, Daryl cai em si e se junta a eles em continuar levando o rebanho embora.
Mais tarde, após dirigirem 20 milhas como planejado o trio começa sua viagem para casa, mas são emboscados por outros sobreviventes em um carro que separam Daryl de Sasha e Abraham. Sasha e Abraham chegam numa cidade próxima para encontrar abrigo. Ela fica desconfortável quando Abraham insiste em matar zumbis desnecessariamente sob o risco de se expor a um perigo maior. Ela o confronta sobre sua imprudência, mas ele não se importa. Mais tarde, os dois são encontrados por Daryl e eles começam a dirigir de volta para Alexandria e são parados por vários motoqueiros que reivindicam todos os seus suprimentos para pertencer a Negan (Jeffrey Dean Morgan). Abraham é mantido sob a mira de uma arma pelo líder, ao qual Sasha tenta negociar para salvar sua vida. Ambos são então mantidos sob a mira de uma arma prestes a morrer, mas os motoqueiros são mortos em uma explosão causada por Daryl com um RPG. Quando Glenn está prestes a ser morto por uma rebanho de zumbis que invadiram Alexandria, Sasha e Abraham salvam sua vida e ajudam os outros a matar o restante do rebanho.
Dois meses se passam e Sasha e Abraham continuam se unindo em patrulhas. Ciente da atração do homem por ela, apesar dele estar em  relacionamento com Rosita, Sasha muda seu turno para ficar de guarda, deixando Eugene para tomar seu lugar. Mais tarde, ao se comprometer em manter a segurança de uma comunidade chamada Hilltop, Sasha vai com os outros atacar a base dos Salvadores (grupo de Negan) e mata alguns bandidos. Ao passar dos dias, Sasha e Abraham iniciam um relacionamento e estão felizes juntos, após o homem romper com Rosita. Quando Maggie tem complicções durante sua gravidez, Sasha vai com um grupo para levar a amiga até a Colônia Hilltop, para ela ter assistência médica. O grupo logo se vê encurralado pelos salvadores, e Sasha e Eugene descobrem caminhos diferentes para tomar, que são os mais seguros. Abraham fala com Sasha sobre a possibilidade de ter filhos, e Sasha questiona se estaria preparada para assumir essa responsabilidade. Depois, Sasha e os outros levam Maggie em uma maca pela floresta e são capturados e forçados a se ajoelhar quando Negan chega, decidindo matar um deles por eles terem matado alguns de seus homens.

### Sétima temporada
Na estréia da temporada "The Day Will Come When You Won't Be", Abraham é revelado como a vítima de Negan. Pouco antes de Negan matá-lo, Abraham silenciosamente sinaliza o sinal de paz que ele e Sasha costumam acenar um para o outro. Sasha é então forçada a assistir às lágrimas, enquanto Negan bate violentamente seu taco "Lucille" na cabeça de Abraham, matando-o e destruindo grande parte de seu crânio. Em meio a sua dor, ela também é forçada a assistir Negan matar Glenn severamente da mesma maneira, após Daryl dar um soco imprudente em Negan para vingar Abraham. Depois que Negan vai embora, Rosita conforta Sasha, em meio à tristeza, enquanto elas e Eugene carregam o cadáver de Abraham para um caminhão enquanto os outros carregam o cadáver de Glenn para outro caminhão para que possam ser enterrados em Alexandria. Sasha, entretanto, vai com Maggie para o Hilltop, pois ela ainda precisa de atenção médica. Sasha e Maggie chegam ao Hilltop onde Glenn e Abraham são enterrados. Sasha e Maggie se unem e entram em conflito com o líder arrogante e covarde Gregory (Xander Berkeley), que se recusa a deixar Maggie grávida ficar. Jesus (Tom Payne) conforta Sasha e relembra quando conheceu Abraham com ela. À noite, Hilltop é atacado com a ameaça de zumbis, levando Sasha e Jesus para tirá-los. Mais tarde, Sasha tenta negociar com Gregory, o que o leva sediá-la fazendo Maggie lhe dá um soco e declarar que o Hilltop é a casa deles. Sasha e Maggie então se jantam com Enid (Katelyn Nacon), que viaja para o Hilltop. Sasha pede a Jesus para descobrir onde vive Negan, e para manter o lugar em secredo entre os dois.
Mais tarde, Sasha diz a Enid que ela está fazendo isso para o próprio bem de Maggie e para mantê-la protegida dos problemas de Negan. A garota diz a ela que ela e Maggie não são as únicas que querem matar Negan, no entanto Sasha não se convenceu. Depois disso, Sasha fica feliz quando Rick e os outros chegam ao Hilltop e todos se reúnem, prontos para lutar contra Negan. Rosita ainda está demonstrando animosidade por Sasha, pois sente ciúmes de Sasha ter começado um relacionamento com seu falecido amante. Porém, dias depois, Rosita vem à procura de Sasha, alegando que precisa de sua ajuda. Sabendo que a tarefa em questão é matar Negan, Sasha concorda em ajudar desde que ela dê o tiro. Tendo previsto isso, Rosita dá a ela um rifle de precisão. Sasha afirma que, embora ela esteja disposta a isso, Rosita deve saber o que isso vai custar a elas, com as duas sabendo que isso provavelmente resultará na morte delas. Sasha começa a se preparar para esta missão, com Jesus fornecendo a ela um layout do Santuário para ela planejar. Ela inicialmente planeja contar a Maggie seus planos, mas quando os salvadores fazem uma visita surpresa ao Hilltop, ela é forçada a fugir com Rosita por uma escotilha de escape que elas prepararam. Durante a viagem, Sasha tenta conhecer Rosita, mas todos os seus esforços são rejeitados com Rosita insistindo que eles se concentrem na tarefa em mãos. Sasha defende uma abordagem furtiva, sugerindo que eles tomem uma posição de franco-atirador e permaneçam fora dos portões, mas Rosita sente que elas precisam entrar para garantir que Negan morra. Elas tentam primeiro o plano de Sasha, instalando-se em uma fábrica adjacente ao Santuário. Rosita finalmente começa a se abrir com Sasha e admite que não estava com raiva dela, mas com raiva da situação.  As duas sobreviventes esperam até o anoitecer antes de romper as cercas do Santuário. Sasha passa primeiro, mas depois fecha a cerca. Rosita fica chocada com isso, mas Sasha insiste que seus amigos precisam dela antes de entrar no Santuário, matando vários salvadores em seu caminho.
Sasha é capturada e trancada em uma cela, onde é visitada por um Salvador chamado David. Ele tenta estuprar Sasha, mas Negan intercede, matando David. Ele pede desculpas a ela, cortando seus laços e afirma que está impressionado com sua disposição de morrer em nome de uma missão. Ele deixa uma faca para ela e afirma que ela tem uma escolha: se matar ou matar David quando ele se reanimar e mostrar que ela está disposta a se juntar a ele. Mais tarde, ela é visitada por Eugene, que implora para que ela se junte a Negan, mas ela diz a ele para ir embora. Ela finalmente decide matar David, impressionando Negan, que revela que tem um espião vigiando Rick e sabe que eles estão conspirando contra ele. Quando Sasha vê que Negan vai usá-la para machucar seus amigos, ela implora a Eugene por uma maneira de se matar, embora sua intenção ainda seja matar Negan. Infelizmente, esse curso de ação é frustrado quando Eugene dá a ela uma cápsula de veneno no lugar de uma arma.  No final da temporada "The First Day of the Rest of Your Life", é revelado que, enquanto Negan pretendia usá-la como moeda de troca em Alexandria, Sasha opta por tomar a cápsula de veneno para frustrar os planos de Negan. Quando Negan se prepara para revelá-la a Rick como refém, viva e bem, ela surge como uma zumbi e tenta atacá-lo, matando outro Salvador no processo. Mais tarde no episódio, Jesus e Maggie a encontram, e Jesus segura a Sasha zumbificada para Maggie acabar com ela com uma faca.

### Nona temporada
No episódio "What Comes After", em uma visão, Rick caminha por um campo repleto de corpos de todos os seus amigos, onde fala com Sasha, que o lembra que tudo o que ele fez foi para o bem de todos. Sasha diz a ele que ele vai encontrar sua família, pois eles não estão perdidos.

## Desenvolvimento

### Escolha para o elenco

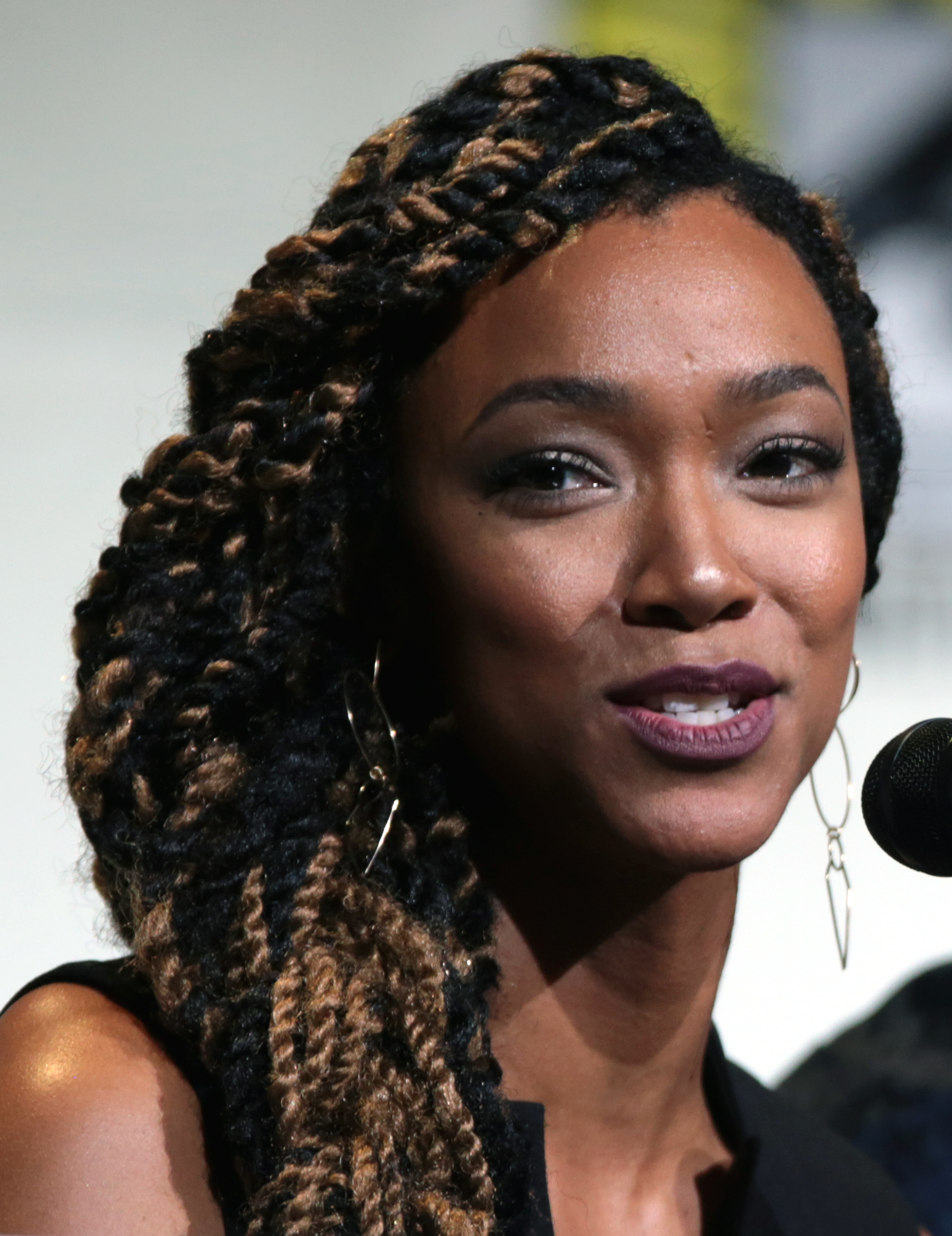
Sonequa Martin-Green interpretou Sasha Williams em "The Walking Dead", um papel criado especificamente com base em sua audição para o show.

Em 2012, Sonequa Martin-Green fez o teste para o papel de Michonne, embora sob um pseudônimo devido ao sigilo do processo de audição. Quando Danai Gurira foi escalada, no que Martin-Green disse ser "a escolha perfeita", o ex-roteirista Glen Mazzara ainda queria que Martin-Green fizesse parte do show e decidiu criar um papel especificamente para ela. Ela foi escolhida em um papel recorrente em The Walking Dead como Sasha, a irmã mais nova de Tyreese, como uma personagem original exclusivo da série de televisão. Martin-Green explicou, "[Sasha] começou como uma personagem recorrente e conforme a série progredia, eles escolheram para ela ser uma personagem relevante. É muito estranho e ainda estou muito surpresa com isso, e ainda agradeço. Glen queria trabalhar comigo e escreveu a história de Sasha". Depois de fazer o teste para o papel de Michonne, ela leu os três primeiros volumes das histórias em quadrinhos em preparação para a série de televisão. Sabendo que seria exclusiva na televisão, ela optou por não continuar lendo os quadrinhos para evitar ter conhecimento de histórias futuras que podem ocorrer na série de televisão. Ela foi promovida para o elenco regular da série na quarta temporada.

### Caracterização
Sasha foi descrita como uma realista que demonstra uma abordagem pragmática para a sobrevivência. Martin-Green chamou Sasha de "uma jogadora de equipe por fora, mas solitária por dentro", que combate o mundo por meio de sua natureza protetora e defensiva. Ao longo da série, Sasha é "empurrada cada vez mais para a repressão e a brutalidade", em contraste com seu irmão que tenta desesperadamente manter sua humanidade. Martin-Green comentou que: "Sasha [...] é alguém que sempre foi capaz de se afastar da humanidade e se fechar" em contraste com seu irmão, que abraça sua humanidade a todo momento". Martin-Green comentou sobre o relacionamento de Sasha com seu irmão como uma justaposição sobre como eles veem o mundo. "Depois de passar por diferentes experiências após o ataque à Prisão e Terminus, ela acreditava que havia uma disparidade entre eles, e sempre houve. Eles sempre viram a vida de uma maneira diferente. Mas essa distância entre eles está definitivamente crescendo porque ambos passaram por algumas coisas muito traumáticas que os empurraram ainda mais para o que já estavam sentindo".
Sobre seu relacionamento com Bob Stookey, Sonequa Martin-Green disse: "Bob realmente significou o início de esperança para ela". Ela ainda comentou que "Ela ficou muito fechada depois de tudo o que aconteceu na 4ª temporada com Terminus, que era o que ela suspeitava", mas "Bob a salvou daquela exclusão" que foi "a primeira vez que alguém conseguiu ver ela". Ela comentou que "[Bob] a alcançou mais do que Tyreese [...] e outras pessoas em seu grupo". Ela sentiu que "o romance ajudou porque, de repente, há esperança, há uma promessa de algo delicioso para esperar. Ele deu a ela algo para ansiar". Ela avaliou ainda que seu relacionamento com Bob e sua morte a impulsionaram a se tornar mais protegida e fechada do que antes.
Na sexta temporada, Sasha busca um relacionamento com Abraham. Em Talking Dead, Sonequa Martin-Green admitiu estar "um pouco surpresa", mas "gostou muito da história". Ela sentiu que Sasha e Abraham tiveram "experiências paralelas e lutas semelhantes", bem como uma "mentalidade de soldador" e um "vínculo de PTSD" por meio de suas perdas. Martin-Green também disse que Sasha está ajudando Abraham da mesma forma que Bob a ajudou, honrando sua memória. Depois disso, Abraham e Sasha buscam um relacionamento.
Sasha é morta no final da sétima temporada. Em Talking Dead, Scott M. Gimple explicou que não queria que Sasha fosse uma vítima de sua morte. Ele elaborou, "Ela queria uma arma de Eugene. Ela queria uma faca. Ela não conseguiu uma, então ela se tornou a faca". Martin-Green explicou a decisão de Sasha de se sacrificar e sentiu que era "certa e completa". Ela disse: “Foi muito poético [...] foi o final perfeito da minha história, a culminação perfeita da minha vida. Eu senti como se todos os meus caminhos tivessem me levado àquele momento de chegar àquele lugar de abnegação total. Além disso, foi lindo porque da maneira que eu vi, aquele espírito guerreiro continua vivo. Que mesmo na morte, eu ainda iria lutar, porque eu havia realizado meu propósito. Ele havia sido revelado a mim. Tudo antes disso era eu -preservação, mecanismos de autodefesa, basicamente auto-obsessão. E ao longo da minha vida como Sasha, fui progredindo além disso, a ponto de eu dizer: 'OK, agora tenho um propósito maior, muito maior do que eu, isso é para o futuro, e vou fazer isso mesmo na morte'".

## Recepção
O personagem foi bem recebido. Escrevendo para The A.V. Club, Zack Handlen sentiu que fazia sentido para Sasha e Tyreese começar a questionar as motivações do Governador no episódio "Prey" porque "eles ainda são boas pessoas no coração, muito mais em sintonia com o que Rick e seu grupo desejam do que o crescente fascismo do Governador".
Martin-Green recebeu muitos elogios por seu desempenho na quinta temporada, principalmente na segunda tempa. Em sua crítica para o episódio "Them", Ron Hogan do Den of Geek sentiu que Sonequa Martin-Green entregou a melhor performance do episódio. Para o episódio "Forget", ele sentiu que o colapso de Sasha na festa de Alexandria serviu como ponto alto do episódio. Ele disse: "Alguns dias atrás, ela estava comendo feijão numa lata; agora está em um jantar com pessoas comendo bolinhos de batata em pequenas espadas de plástico e bebendo cerveja como se nada estivesse acontecendo além daquelas paredes de aço corrugado. Mas há. Sasha sabe disso, e Sonequa Martin-Green joga isso perfeitamente". Ele foi mais longe, dizendo: "Eu entendo completamente o que ela está passando, e seus ataques fazem todo o sentido, tanto em ferocidade quanto no tempo". Ele também sentiu que a direção elogiou o desempenho de Martin-Green. Matt Fowler para IGN também sentiu que a cena envolvendo Sasha foi um destaque.
O arco da personagem de Sasha e a atuação de Martin-Green em "Try" foram elogiados por Alex Straker do The Independent. Ele disse: "Como um personagem que enfrentou perdas repetidas em episódios recentes, a espiral descendente de Sasha é totalmente autêntica, impulsionada pelo desempenho poderoso de Sonequa Martin-Green". Ele ainda assimilou que foi uma "mudança interessante" nos eventos para a personagem, em relação ao seu estado mental exacerbado. Andy Greenwald para Grantland elogiou Martin-Green como "excelente" e "fogosa", considerando sua interpretação como Sasha enquanto ela "se joga na batalha com um gosto sanguinário".
Depois de buscar um relacionamento com Abraham, ele é morto por Negan, revelado na abertura da sétima temporada. Laura Bradley, escrevendo para a Vanity Fair, disse na estreia: "Quer sobreviver ao apocalipse zumbi? Talvez considere ficar longe de Sasha". Bradley simpatizou com a recente perda trágica de Sasha, dizendo: "Meu Deus, Sasha!" Ela foi além para avaliar suas perdas trágicas. "Primeiro, o irmão dela, Tyreese, tem uma morte lenta, delirante e de partir o coração. Em seguida, seu interesse amoroso recém-desabrochado, Bob, depois de ter sua perna cortada e comida na frente dele por um bando de canibais. Agora seu mais novo amor, Abraham, é espancado até a morte com um taco coberto de arame farpado bem na frente dela. Claro, muitos dos entes queridos de Maggie se perderam em arcos de história trágica, mas toda narrativa em potencial envolvendo Sasha parece terminar em morte prematura. O destino de Sasha se tornou algum tipo de piada interna sádica?"
A atuação de Sonequa Martin-Green foi elogiada no episódio "Something They Need". Josh Jackson se sentia diferente de Masterson, "Sonequa Martin-Green, por outro lado, fez um ótimo trabalho. Adorei a maneira como ela respondeu quando Negan perguntou se Rick a havia submetido à tentativa de assassinato:' Rick? Sua vadia? Não.'" Noel Murray da Rolling Stone disse: "Sonequa Martin-Green, muitas vezes subutilizada e que logo será a favorita dos fãs de Trekkie, tem aproveitado ao máximo seu tempo de tela aumentado nas últimas duas semanas; ela faz alguns de seus melhores trabalhos de TWD até o momento quando Sasha - que não morreu em seu ataque suicida - se senta trancada em uma cela do Santuário, ponderando seu próximo movimento". Ele foi além no enredo de Sasha, dizendo: "O que é tão notável sobre essas interações são as camadas de emoções e motivações que Sasha percorre, de medo e desespero a um sentimento de esperança quando ela percebe que pode manipular o cavalheiro mulleted para que ela escorregue um arma para "se matar" - que ela espera usar no grande homem no comando". Blair Marnell para CraveOnline sentiu que, embora fosse provável que seriam suas aparições finais no programa, eles "também foram um presente para Martin-Green, já que ela nunca foi mais importante para a série do que agora. No episódio da semana passada, Sasha teve uma cena de ligação realmente incrível com Rosita. Esta semana, Martin-Green transmitiu a maioria de suas cenas com Negan e Eugene. Ela trouxe vida e fogo para este episódio, e a série será mais pobre com sua ausência ... sempre que vier".